# Rufsteinhänge und Umgebung
Das Naturschutzgebiet Rufsteinhänge und Umgebung liegt auf dem Gebiet der Gemeinden Gruibingen und Mühlhausen im Täle im Landkreis Göppingen in Baden-Württemberg.
Das Gebiet erstreckt sich nördlich, östlich und südöstlich des Kernortes Gruibingen. Am westlichen Rand verläuft die A 8 und nordwestlich die Landesstraße L 1217. Südlich fließt die Fils.

## Bedeutung
Das 247,3 ha große Gebiet ist seit dem 15. Juli 2004 unter der NSG-Nr. 1.261 als Naturschutzgebiet ausgewiesen. Es handelt sich um einen „abwechslungsreichen, reizvollen und für die Schwäbische Alb typischen Landschaftsausschnitt. Im Schutzgebiet kommen nach FFH-Richtlinie folgende Lebensräume vor: Wacholderheiden, Kalk-Magerrasen, Magere Flachland-Mähwiesen/Berg-Mähwiesen und Orchideen-Buchenwälder. Im Süden des Naturschutzgebietes kommt die Schmetterlingsart "Spanische Flagge" (Callimorpha quadripunctaria) vor.“